# 梅耶斯普萊斯 (加利福尼亞州格倫縣)
梅耶斯普萊斯（英語：Meyers Place）是位於美國加利福尼亞州格伦縣的一個非建制地區。該地的面積和人口皆未知。

## 地理
梅耶斯普萊斯的座標為39°37′09″N 122°41′32″W / 39.61917°N 122.69222°W，而該地的平均海拔高度為851米（即2792英尺）。